# Tekintethatározó
A tekintethatározó vagy korlátozó határozó leszűkíti, korlátozza egy állítás érvényességi körét, és megadja, hogy az milyen tekintetben, vonatkozásban, milyen szempontból, milyen megszorítással teljesül. Például: méretre jó, de színre nem, szerkezetileg egyszerű, bal lábára sántít, futásban gyenge, újnak új. Kérdése: „mire nézve, milyen tekintetben?”
Mint más határozók, ez is melléknevek és igék bővítménye lehet.
A latinban tipikusan az ablativus (mégpedig annak a locativusból fejlődött ága) fejezi ki; az esetnek ezt a használatát az ablativus respectivus vagy abl. limitationis név jelöli. A korlátozó határozó a latinban a helyhatározó egy elvont formájának, az úgynevezett absztrakt helyhatározónak az önállósult használata, actióját tekintve egyidejű, imperfektív határozó.
A magyarban elsősorban ‑ra/re vagy ‑lag/leg ragos főnév, ill. a terén, tekintetében, (vmire) nézve névutós alakok fejezhetik ki, de további ragok is előfordulnak: derékban szűk, bizonyos fokig elfogadható, vagy névutók és ragos névszók: illetően, esetében, felől, dolgában, kapcsolatban, kapcsán, képest, kérdésében, mérten, mérve, oldaláról, szerint, ügyében, vonatkozásában, viszonylatában, tekintetbe/figyelembe véve. Ezt a funkciót a főnévi igenév is betöltheti: mesélni nem volt párja, sőt: „szeretni, szeretni szerettelek, elvenni, elvenni sose mertelek” (népdal).  Esetenként vonzat is lehet: szerencsés, tapasztalt, jártas vmiben, allergiás vmire.

## Külső hivatkozások
- Nádas Tímea: Tekintettel egy határozóra – élőnyelvi szempontból (PDF, Magyar Nyelvőr)